# Herbert Kühn (Bildhauer)
Herbert Kühn (* 5. Mai 1910 in Arfrade; † 1976 in Mülheim an der Ruhr) war ein deutscher Bildhauer. In der Zeit des Nationalsozialismus wurde er für Entwürfe zur künstlerischen Gestaltung der deutschen Distriktverwaltung im deutsch besetzten Radom ausgezeichnet. Nach dem Zweiten Weltkrieg fertigte er Auftragskunst, unter anderem für den DGB.

## Leben und Werk

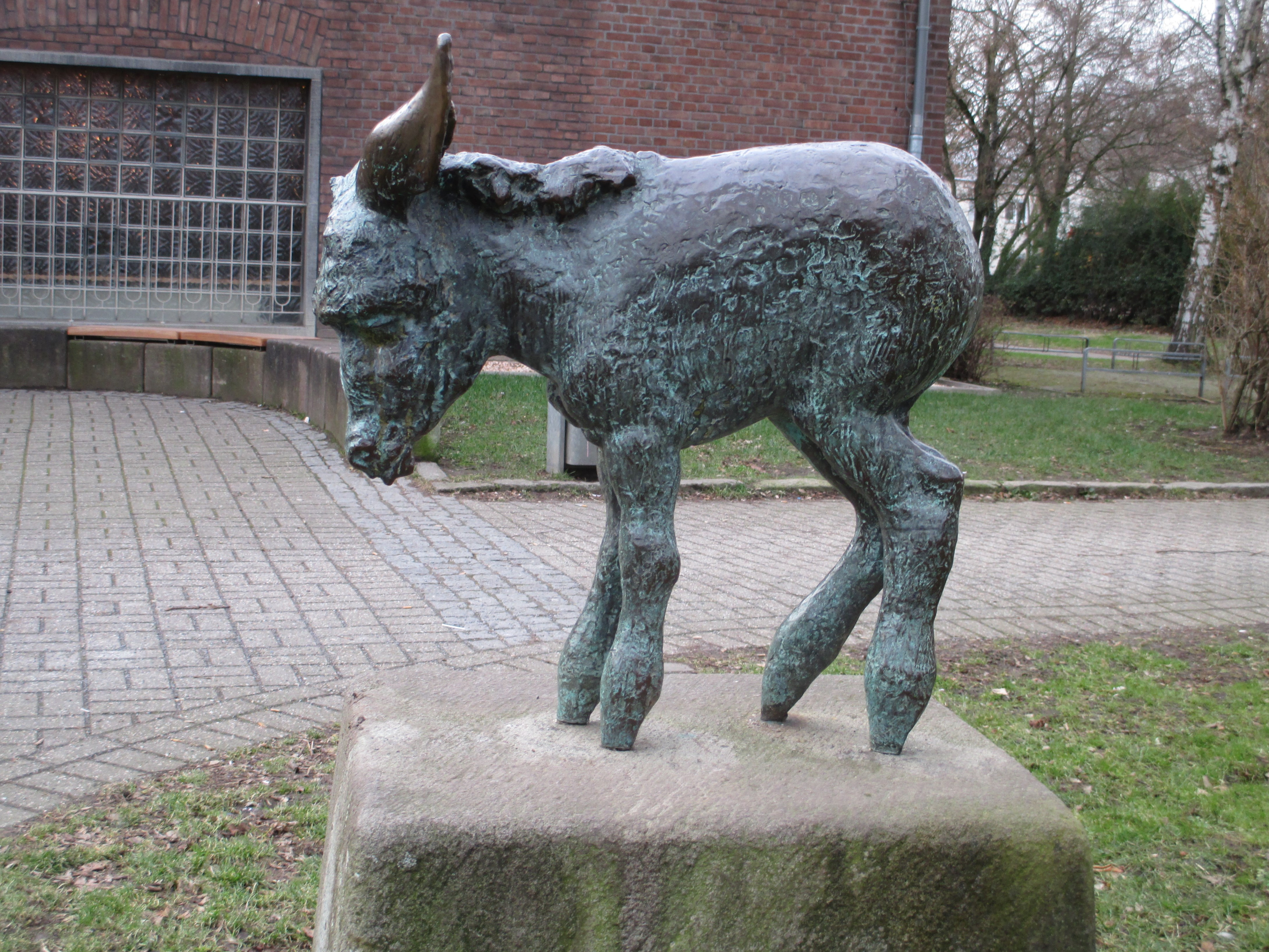
Esel am Marktplatz in Mülheim-Styrum (1965)

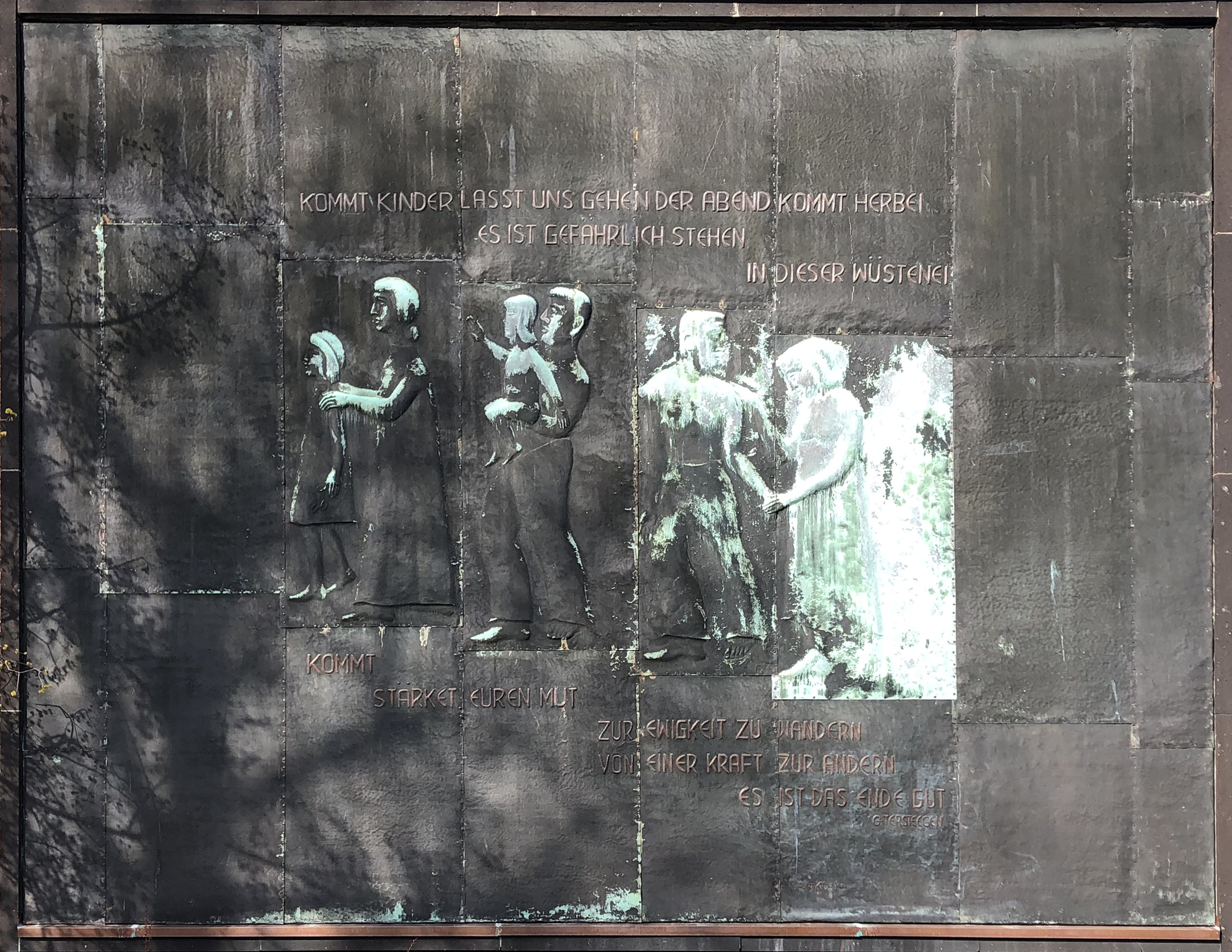
Relief zu Gerhard Tersteegen mit Liedtext am Gebäude der Tersteegen-Kirchengemeinde, Düsseldorf-Golzheim

Kühn absolvierte die Preußische Akademie der Künste in Berlin als Meisterschüler Hugo Lederers. Seinen künstlerischen Durchbruch erlebte er 1939, als seine Büste des bayerischen Ministerpräsidenten Ludwig Siebert auf der Großen Deutschen Kunstausstellung im Münchner Haus der Deutschen Kunst ausgestellt wurde.
Kühn war nach einem Verkehrsunfall Anfang der 1930er Jahre stark gehbehindert und deshalb nicht kriegstauglich. 1941 erhielt er den Auftrag zur künstlerischen Gestaltung der Themen Krieg und Frieden für den Haupteingang der neu zu erbauenden deutschen Distriktverwaltung im polnischen Radom, das zu diesem Zeitpunkt Teil des sogenannten Generalgouvernements war. Ende 1941 bezog er dort ein Atelier. Für seine Skizzen erhielt er 1942 von Generalgouverneur Hans Frank den erstmals vergebenen Veit-Stoß-Preis für Plastik. Die Porträts seiner Reliefs, so Lars Jockheck, entsprachen den Konstrukten populärer Rassentheorien des Nationalsozialismus: Sie stellten rassistische Porträts von Heldengestalten und aus dem Osten stammender Feinde dar, repräsentieren als zweckdienliche Kunst imperiale Macht und propagierten die neue Ordnung des Nationalsozialismus. Bis Ende 1943 arbeitete Kühn an den Modellen. Angesichts der heranrückenden Front war der Bau des Verwaltungsgebäudes bereits eingestellt worden.
Im Verlauf des deutschen Rückzuges geriet Kühn in sowjetische Kriegsgefangenschaft und wurde für vier Jahre interniert. Nach seiner Repatriierung ließ er sich in Mülheim an der Ruhr nieder. Hier führte er vor allem Auftragskunst aus. Seine Aufträge erhielt er unter anderem von Hans Böckler, den er mehrfach porträtierte und dessen Totenmaske er abnahm, und dem DGB. So erarbeitete er im Auftrag des DGB 1970 die Plastik Baum der Schmerzen, die als Zeichen der Wiedergutmachung dem Staat Israel geschenkt wurde und am 26. Oktober 1970 auf dem Gelände der Universität Haifa aufgestellt wurde, um an die jüdischen Opfer des Holocausts zu erinnern.